# Cessna 414 Chancellor

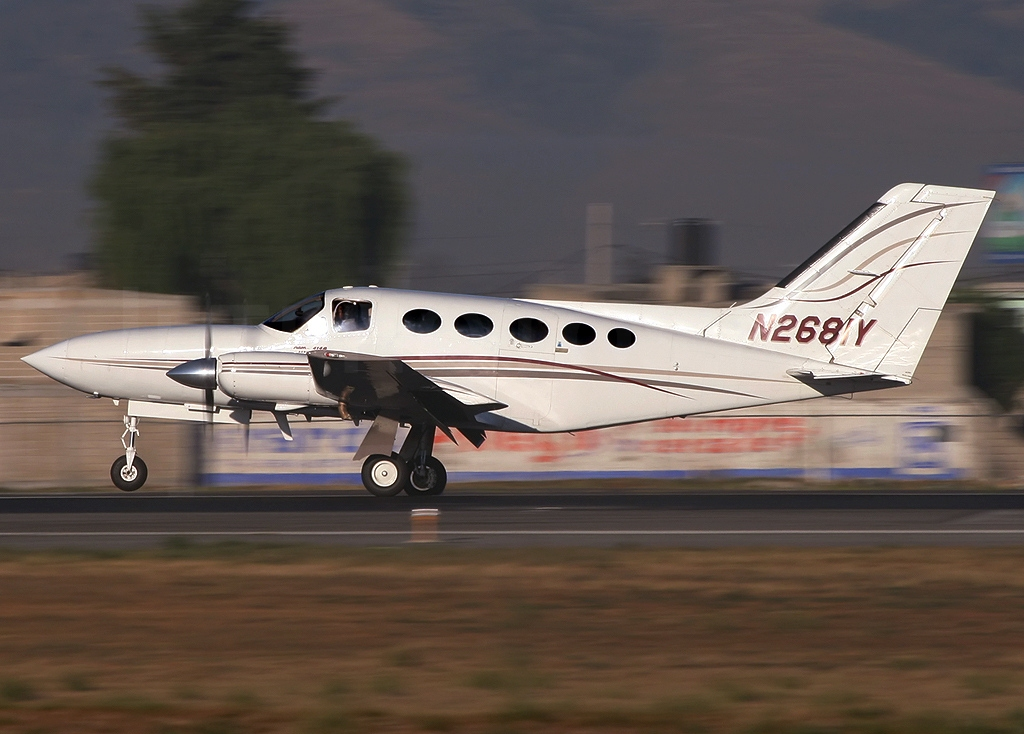
Cessna 414A Chancellor

Cessna 414 Chancellor är ett lätt tvåmotorigt transportflygplan från Cessna  producerat mellan 1968 och 1985. 
Det är utvecklad från Cessna 401 och Cessna 421. Besättningen varierar från en till två personer. Det tillverkades i sammanlagt 1 055 (1 070?) exemplar.